# Pidonia lyra
Pidonia lyra is een keversoort uit de familie van de boktorren (Cerambycidae). De wetenschappelijke naam van de soort werd voor het eerst geldig gepubliceerd in 1978 door Kuboki & K. Suzuki.